# Alfred Kercher
Alfred Kercher (* 28. Oktober 1901 in Stuttgart; † 2. Mai 1973 in Kornwestheim) war ein deutscher Politiker (NSDAP/CDU) und Oberbürgermeister von Kornwestheim.
Kercher studierte von 1922 bis 1927 Rechtswissenschaften in Tübingen und München.  Seit 1922 war er Mitglied der Studentenverbindung Tübinger Königsgesellschaft Roigel.
Er war 1933 bis 1945 zunächst Amtsverweser des Bürgermeisteramtes, dann Bürgermeister, und er übernahm das Amt von 1954 bis 1962 erneut, nachdem es von 1945 bis 1948 Friedrich Warthmann sowie 1948 bis 1954 Nathanael Schulz innehatten. Von 1942 bis 1944 vertrat er darüber hinaus auch den Tübinger Bürgermeister Ernst Weinmann.
1963 wurde Kercher die Ehrenbürgerwürde der Stadt Kornwestheim verliehen. Das Alfred-Kercher-Bad wurde nach ihm benannt.